# 帕基略·费尔南德斯
帕基略·费尔南德斯（西班牙語：Paquillo Fernández，1977年3月6日—），西班牙男子田径运动员。他曾代表西班牙参加2000年、2004年和2008年夏季奥林匹克运动会田径比赛，其中2004年奥运会获得一枚银牌。